# 岩動道行
岩動 道行（いするぎ みちゆき、1913年〈大正2年〉10月15日 - 1987年〈昭和62年〉1月25日）は、日本の政治家、大蔵官僚。自由民主党衆議院議員（1期）・参議院議員（4期）。科学技術庁長官。
元衆議院議長林譲治の女婿。元衆議院議員岸田正記の妻・和子は従姉妹に当たる。

## 経歴
岩手県紫波郡赤石村（現・紫波町）に生まれた。岩動康治の二男。
盛岡中学、旧制府立高校を経て、1939年、京都帝国大学法学部卒業、大蔵省に入省。為替局属。広島税務署長、吉田内閣総理大臣秘書官、主計局主計官（文部・厚生担当）、管財局閉鎖機関課長、管財局特殊清算課長、外務省在英国大使館参事官などを歴任。1960年2月1日、東海財務局長。同年8月5日に退官し、その年に行われた衆院選に旧岩手1区から自民党公認で立候補したが落選。
3年後の1963年の衆院選に旧岩手1区から再び立候補し初当選を果たしたが、1967年の衆院選で再び落選。参院への鞍替えを目指し1968年の参院補選に岩手県選挙区から立候補し当選。以降連続当選4回。党内では宏池会に属し、行政管理政務次官、参院大蔵委員長などを経て、1983年12月に第2次中曽根内閣の科学技術庁長官として初入閣を果たした。
議員在職中の1987年1月25日、心筋梗塞のため、東京都大田区の東邦大学医学部付属大森病院で死去した。73歳没。同月27日、特旨を以て位を六級追陞され、死没日付をもって従六位から従三位勲一等に叙され、瑞宝章を追贈された。哀悼演説は同年1月30日、参議院本会議で檜垣徳太郎により行われた。
岩動の死去に伴う欠員補充の補欠選挙は同年3月8日に執行され、自民党は妻の岩動麗を擁立し「弔い選挙」に臨んだが、この時の情勢として中曽根内閣が導入を企図していた「売上税」構想に対して国民から強烈な批判を受けて逆風を招き、日本社会党公認の小川仁一が岩動麗にダブルスコアの差をつけて大勝する結果となった。1968年以来、参議院の議席を自民党が独占してきた岩手で社会党候補に大差を付けられて敗れる事態は「岩手ショック」と呼ばれ、その後も同年春の統一地方選でも自民党が軒並み苦戦するなど尾を引き、遂には自民党は売上税法案を廃案に追い込まれる事態に陥っている。

## 家族・親族

### 岩動家
（岩手県紫波郡赤石村〈現・紫波町〉）
天正十年（1582年）、前田利家に石動山を焼かれた岩動家の先祖である天台宗の僧侶・石動大円慧我（だいえんけいが）が、岩手県紫波郡に落ち延びて阿吽山覚王寺（あうんざんかくおうじ）を建立。その後紫波郡に根を下し、廃藩置県で南部藩が岩手県になったところで石動を“岩動”姓に変えたといわれているが定かではない。
10代目の岩動正雄（昭和11年〈1936年〉1月21日没）が紫波町北日詰に医師を開業。11代目・岩動孝久は石川啄木・野村胡堂・金田一京助などと知己であり、露子の俳名で俳句をものした。孝久の実弟・康治（道行の父）も兄の影響で炎天の俳名で句作に親しんでいる。12代目の岩動隆一（岩手医専卒）は、妻・すみ（東京女子医専卒）とともに昭和11年（1936年）盛岡市仁王小路（現在の大通三丁目）に医院を開業し、現在も岩動医院として現存している。
- 父・康治
- 母・高子（広島県、小田貫一の娘）
- 妻・麗（元衆議院議長林譲治の長女。1926年生まれ[7]。共立女子専門学校専修科〈現・共立女子大学〉卒[7]。ガールスカウト日本連盟副会長、同岩手県支部長などを務めた[7]。2018年〈平成30年〉現在、存命中[8]。）